# Tom Daley
Thomas Robert Daley, detto Tom (Plymouth, 21 maggio 1994), è un ex tuffatore britannico.
Si è imposto a un alto livello già molto giovane, diventando campione del mondo nella piattaforma da 10 metri nel 2009 ai Mondiali di Roma e successivamente nel 2017 ai Mondiali di Budapest. Ha rappresentato la Gran Bretagna alle Olimpiadi estive del 2008, del 2012, del 2016, del 2020 e del 2024. 

## Biografia
All'età di tredici anni, Daley è diventato un sostenitore di ChildLine, una helpline dedicata ai bambini. In questa occasione egli ha rivelato al quotidiano di Plymouth The Herald che diciotto mesi addietro era stato vittima di reiterati atti di bullismo e minacce (del tipo "Ti spezziamo le gambe") e che per questo aveva dovuto lasciare la sua scuola, l'Heggbuckland Community College. Gli viene subito offerta una borsa di studio totale per frequentare il Brighton College, ma il padre Rob rifiuta l'offerta per via della distanza del college dalla casa.
La famiglia, allora, è entrata in contatto con la locale scuola, il Plymouth College, che ha offerto a Daley una "borsa di studio molto significativa". Il Plymouth College è solito offrire borse di studio per chi pratica il nuoto, tra cui l'atleta olimpico Cassie Patten. Alcune settimane più tardi è stato confermato che Daley era iscritto al Plymouth College. Nel 2006, al padre di Daley, Rob, venne diagnosticato un cancro al cervello: egli tenne all'oscuro il figlio della malattia sottoponendosi all'operazione di rimozione del tumore, che riuscì perfettamente.
Nonostante le difficoltà economiche conseguenti l'abbandono del lavoro da parte del padre - che era proprietario di una bottega di elettricista - a causa della malattia, Tom riuscì sempre ad allenarsi con continuità e successo. Daley diede degli esami per il GCSE con un anno in anticipo per adattarsi agli impegni agonistici. In seguito convinse la modella Kate Moss a posare per lui per ricreare un ritratto di David Hockney, come parte di un progetto fotografico per il GCSE che ricrea grandi opere d'arte, dopo un incontro con lei per un servizio fotografico per la versione italiana della rivista Vogue.
Daley, dopo gli GCSE, cominciò dei corsi per ottenere gli A-level GCE (Advanced level General Certificate of Education) in matematica, spagnolo e fotografia. Rinunciò però a intraprendere il corso per ottenere l’IB a causa della grande mole di lavoro per la preparazione alle Olimpiadi estive di Londra 2012, dove era tra i favoriti. All'epoca viveva a Plymouth con il padre Rob, la madre Debbie e i suoi due fratelli, William e Ben. Il padre Robert morì il 27 maggio 2011 a causa della ricomparsa, avvenuta a febbraio, del cancro al cervello.
La BBC ha trasmesso due documentari sulla sua vita: nel 2010 Tom Daley: The Diver and His Dad mentre nel luglio 2012 Tom Daley: Diving for Britain. Nel maggio dello stesso anno è uscita la sua autobiografia intitolata My Story. Un terzo documentario intitolato Tom Daley: Diving for Gold, è stato trasmesso nel 2016 in concomitanza con le Olimpiadi estive di Rio.
Il 2 dicembre 2013 fece coming out, dichiarando pubblicamente tramite il proprio canale YouTube di avere un compagno: «Ho incontrato qualcuno, che mi ha reso felice e mi ha fatto sentire al sicuro. Questa persona è un ragazzo. Mi piacciono ancora le ragazze ma al momento mi vedo con un uomo e non potrei essere più felice». Traendo ispirazione da queste parole, nel gennaio 2014 il tuffatore brasiliano Ian Matos, in un'intervista concessa al quotidiano Correio Braziliense, dichiarò di essere omosessuale. L'uomo con cui, dal 2013, Tom Daley ha una relazione, pubblicamente ufficializzata nel maggio del 2014, è Dustin Lance Black; i due vivono insieme a Londra. Daley ha anche chiarito che ora si identifica come gay e non bisessuale, come aveva inizialmente dichiarato. Il 6 maggio 2017 Daley e Black si sposano nel Bovey Castle, una dimora di campagna novecentesca situata nel Devon, in Inghilterra. Il 14 febbraio 2018 i due annunciano tramite Instagram di aver fatto ricorso alla maternità surrogata per avere un bambino. Il 30 giugno dello stesso anno annunciano la nascita del bambino, Robert Ray Black-Daley, avvenuta il 27 giugno. Il 5 aprile 2023 la coppia annuncia la nascita del secondogenito, Phoenix Rose, avvenuta il 28 marzo.

## Carriera

### Esordi
A sette anni ha cominciato a praticare tuffi presso il Plymouth Diving Club prendendo come esempi da seguire il canadese Alexandre Despatie, vincitore a soli tredici anni nel 1998 di un oro ai XVI Giochi del Commonwealth di Kuala Lumpur e il connazionale Leon Taylor.
Nel settembre 2002 è entrato a far parte della squadra agonistica. La sua prima competizione a questo livello sono stati i National Novice Championships nell'aprile 2003, dove ha vinto una medaglia nella categoria ragazzi 8-9 anni. Nel settembre 2003 a Southampton ha vinto le gare del trampolino (1 e 3 m) e della piattaforma (10 m).
Daley ha vinto nella sua categoria i campionati britannici dei tuffi dal trampolino da 1 metro, da 3 metri e dalla piattaforma nel 2004, 2005 e 2006. Nel giugno 2004, a soli dieci anni, ha vinto la gara della piattaforma ai National Junior (categoria under 18), diventando il più giovane vincitore di quella competizione.
Nel 2005 ha partecipato come ospite agli Australian Elite Junior Nationals dove si è piazzato primo nella piattaforma e secondo nel trampolino da 3 metri nella categoria dei 14-15 anni. Nello stesso anno e nella stessa categoria, ha gareggiato agli Aachen Junior International, piazzandosi secondo nella piattaforma e terzo nel trampolino 3 m.
Nel 2006 avrebbe potuto già gareggiare ai Giochi del Commonwealth ma non è stato selezionato a causa della giovane età. È diventato inoltre campione inglese under 18 nella piattaforma e nel trampolino da 3 m. Nell'edizione 2007 dei Senior British Championships, che si sono tenuti nel dicembre 2006, si è piazzato secondo nella piattaforma da 10 metri.

### 2007
Nel gennaio 2007, all'età di dodici anni, a Daley è stata concessa una speciale autorizzazione per partecipare all'Australian Youth Olympic Festival dove l'età minima è quindici anni. Ha gareggiato con un pollice infortunato ma ha vinto l'argento assieme al partner Callum Johnstone nella finale del tuffo sincronizzato dalla piattaforma.
Più tardi, sempre nel 2007, ha vinto ai campionati nazionali ASA (Amateur Swimming Association) per tuffatori inglesi e ha incominciato a competere nel circuito internazionale FINA, partecipando ai Grand Prix e ai World Series e piazzandosi quarto nell'individuale.

### 2008

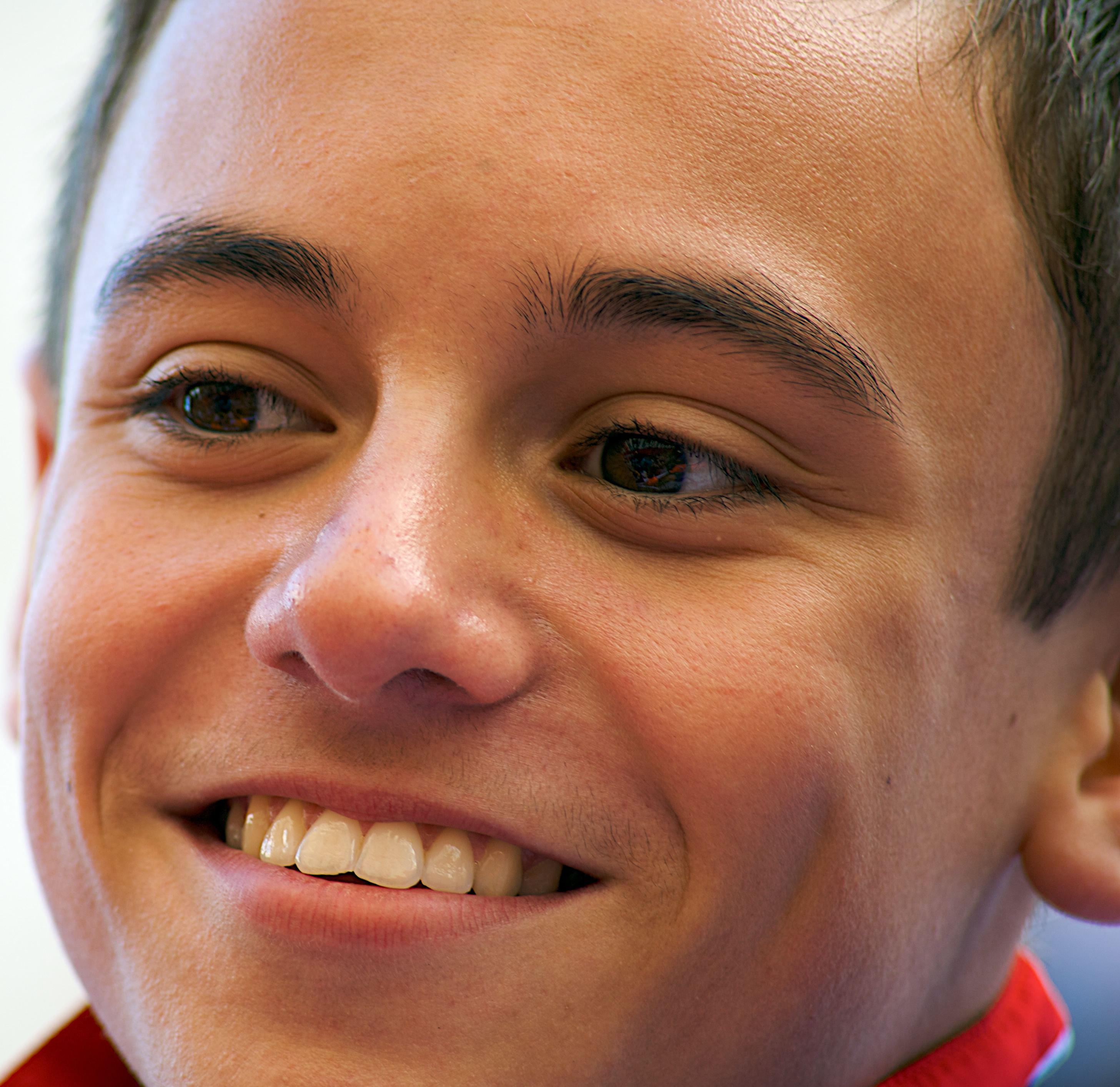
Daley nel 2008

Nel gennaio 2008 ha vinto la gara della piattaforma ai campionati britannici ed è diventato il più giovane a ottenere il titolo. Ha vinto anche il titolo per il sincronizzato dalla piattaforma assieme al nuovo partner Blake Aldridge.
Due settimane più tardi ha vinto la prima medaglia nel circuito FINA, vincendo un bronzo nell'individuale dalla piattaforma e un bronzo nel sincronizzato al FINA Diving Grand Prix di Madrid.
Daley e Aldridge hanno vinto un bronzo nel sincronizzato alla FINA Diving World Cup. Il loro punteggio è stato un record britannico e Daley è diventato il più giovane vincitore di una competizione di tuffi a livello mondiale. Daley è settimo nella competizione individuale.
Nel marzo 2008 ha vinto la medaglia d'oro dalla piattaforma dei 10 metri ai campionati europei di nuoto che si sono svolti a Eindhoven; è il più giovane a vincere tale titolo. Il precedente vincitore più giovane è stato lo scozzese Ian Black, vincitore l'oro ai Campionati europei nel 1958 all'età di 17 anni.
Ha partecipato ai Campionati mondiali giovanili dove ha terminato secondo nella categoria "B" della gara dalla piattaforma (per i ragazzi di 14-15 anni) con un punteggio di 549,60 punti, tra il cinese Bo Qiu (551,85) e Dongliang Wu (474,00). È anche secondo nel tuffo dal trampolino dei tre metri con 485,25 punti, tra i cinesi Dongliang Wu (510,25) e Peng Wang (470,40).

#### Olimpiadi di Pechino
Daley si è qualificato per le Olimpiadi estive 2008 a Pechino nell'individuale dalla piattaforma e, in seguito al ritiro di Leon Taylor nel 2004, nel sincronizzato. Nella prova sincronizzata, con il compagno Blake Aldridge, si è classificato ottavo, mentre nel singolo ha chiuso al settimo posto davanti al più quotato compagno di nazionale Peter Waterfield.
A Daley è stato conferito il BBC Sports Personality of the Year Young Award 2007. A partire dall'aprile 2008 entra nella lista dei tuffatori inglesi finanziati a sostegno del loro impegno sportivo essendo considerato uno dei possibili vincitori alle Olimpiadi estive di Londra del 2012.

### 2009
Nel febbraio 2009 ha conservato il titolo di campione inglese nell'individuale dalla piattaforma da 10 metri, ottenendo il suo miglior punteggio: 517,55 punti, avanti di 133,45 punti rispetto al secondo classificato. Daley non ha potuto difendere il titolo del sincronizzato dalla piattaforma perché il suo partner, Blake Aldridge, si è ferito in una rissa in una discoteca alcuni giorni prima della gara.
Nel marzo 2009 ha migliorato il suo punteggio, portandolo a 540,70 ottenendo il terzo posto ai Diving World Series in Cina; il mese seguente ha incrementato ulteriormente il suo record di punti portandolo a 540,85 terminando secondo ai World Series di Sheffield. Durante le Olimpiadi Daley ha una disputa con il partner Blake Aldridge perché il secondo telefona alla madre durante la gara. In seguito al ferimento di Aldridge, il padre di Daley vuole che al figlio sia assegnato un nuovo partner.
Nell'aprile 2009 ha cominciato ad allenarsi con il nuovo partner Max Brick. La coppia ha vinto una medaglia alla gara del sincronizzato dalla piattaforma (Fort Lauderdale, 8 maggio 2009). Daley ha vinto l'individuale con un nuovo record personale di 554,90 punti, ottenendo un perfetto set di sette "10" per uno dei suoi tuffi.
Il 21 luglio 2009 è diventato campione del mondo nella piattaforma da 10 metri ai Mondiali di Roma con un punteggio di 539,85 punti, scavalcando il cinese Qiu Bo e l'australiano Mitcham durante l'ultimo tuffo. Nel sincronizzato, la coppia Daley-Brick, termina nona. Durante i Mondiali di Roma i suoi tuffi avevano un coefficiente di difficoltà medio di 3,25.

### 2010
Nei British Championships che si sono tenuti in febbraio, Daley ha utilizzato in gara il tuffo 5255B (doppio e mezzo indietro carpiato con due avvitamenti e mezzo) per la prima volta; il tuffo ha un coefficiente di difficoltà di 3,6 (ridotto da 3,8 da parte della FINA nel settembre 2009). In questa competizione Daley ha chiuso secondo, 40,05 punti dietro Peter Waterfield.
Ai FINA Diving World Series che si sono tenuti il 27-28 febbraio 2010 a Tsingtao, Cina, Daley si è classificato quarto con il miglior punteggio dall'inizio dell'anno: 520,35 punti. In aprile ha partecipato ai FINA Diving World Series (Veracruz, Messico) ma ha fallito la qualificazione alla finale della piattaforma 10 m individuale.
Sempre a Veracruz, tre giorni dopo, si è tenuta una seconda gara in sostituzione dei FINA Diving World Series che si sarebbero dovuti tenere a Sheffield (Regno Unito) ma che, a causa del blocco dello spazio aereo per via della cenere eruttata dal vulcano Eyjafjöll, sono stati cancellati. In questa competizione, Daley si è piazzato quarto con il secondo punteggio della stagione: 519,70 punti (a 0,8 punti dal bronzo).
Nell'agosto 2010 Daley ha partecipato ai campionati europei di tuffi che si sono tenuti a Budapest, in Ungheria con l'intenzione di difendere il suo titolo della piattaforma individuale 10 m. Tuttavia, un infortunio al tricipite lo ha costretto a non partecipare sia nella gara individuale sia nel sincro dalla piattaforma. In seguito a esami clinici, ha gareggiato solamente nel trampolino 3 m dove si è classificato nono.
Il 12 ottobre 2010 ai Commonwealth Games organizzati a Nuova Delhi, India, si è classificato primo con il partner Max Brick nella gara di tuffi sincronizzati dalla piattaforma 10 m e ha battuto il giorno seguente, conquistando l'oro nell'individuale sempre dai 10 m, il rivale australiano Matthew Mitcham.
Nel novembre 2010, è stato nominato sia come BBC Sports Personality of the Year 2010 sia BBC Young Sports Personality of the Year 2010. Nella serata finale, tenutasi in dicembre, gli è stato consegnato il titolo di BBC Young Sports Personality of the Year 2010 per la terza volta nella sua carriera (è l'unico caso di sportivo che abbia ricevuto tale premio per tre volte).

### 2011
Per la stagione 2011, in seguito ai continui sforzi della British Swimming per trovare il miglior abbinamento per le Olimpiadi di Londra, Daley è stato affiancato all'olimpionico Peter Waterfield.
Ai campionati inglesi, la National Cup, che si sono tenuti a Southend dal 28 al 30 gennaio, Daley è arrivato secondo nel trampolino 3 m dietro Jack Laugher e primo nel sincronizzato dalla piattaforma assieme a Waterfield. Il giorno successivo Waterfield batte Daley nella gara individuale per il secondo anno di seguito con 494,25 punti (Daley 472,35 e il terzo, Max Brick, 399,80).
Il 17 luglio, ai Mondiali di Shanghai, la coppia Daley-Waterfield (quest'ultimo colpito da sintomi simil-influenzali per cinque giorni che non gli permettevano di allenarsi) ha terminato sesta nel sincronizzato con 407,46 punti. Successivamente, il 24 luglio, si è aggiudicato il quinto posto alla finale individuale dalla piattaforma di 10 metri, con un punteggio pari a 505,10 punti, dietro Qiu Bo (585,45), Sasha Klein (534,50) e Victor Minibaev (527,50).
Il 27 luglio, per celebrare un anno dall'inizio delle Olimpiadi di Londra, Daley si è tuffato per la prima volta dalla piattaforma del nuovo London Aquatics Centre. Il tuffo viene trasmesso in diretta da BBC One e nell'intervista ha detto: "Festeggiare un anno all'inizio [delle Olimpiadi] tuffandomi nell'Aquatics Centre è un onore incredibile. Solo pochi anni fa questo era un sogno lontano. Il fatto che mi sia qualificato nel fine settimana e ora stia facendo il primo tuffo, è un privilegio completo. Non vedo l'ora di gareggiare il prossimo anno e avere l'onore di rappresentare il Team GB."

### 2012
All'inizio del 2012 Daley ha sofferto di un infortunio al pollice che lo ha costretto a ritirarsi dalla National Cup alcuni giorni prima dell'inizio della gara (il titolo della piattaforma 10 m viene vinto da Max Brick).
In febbraio, il performance director della squadra inglese Alexei Evangulov ha criticato la sua etica lavorativa dicendo che teme che le attività commerciali e sui media svolte da Daley vadano a discapito dell'allenamento in vista delle Olimpiadi; il commento sembra essere seguito alla deludente prestazione della coppia Daley-Waterfield che hanno terminato solo settimi con 419,97 punti alla diciottesima FINA Diving World Cup che si è tenuta a Londra presso l'Aquatics Centre dal 20 al 26 febbraio.
Dopo un incontro chiarificatore tra Daley, i suoi rappresentanti ed Evangulov, Daley ha preso parte all'annuale FINA Diving World Series. Nel primo incontro tenutosi a Dubai, Daley e Waterfield hanno chiuso quarti nel sincronizzato mentre il primo vince l'argento nella piattaforma individuale. L'incontro successivo si è tenuto a Pechino la settimana successiva e la coppia si è posizionata seconda nel sincronizzato mentre nell'individuale Daley guadagna l'argento e Waterfield il bronzo. Tre settimane dopo, a Mosca, Daley ha vinto l'argento mentre la coppia termina quinta nel sincronizzato. Nell'incontro finale dei World Series a Tijuana, Messico, Daley ha vinto l'oro nella piattaforma individuale e il bronzo nel sincronizzato (i tuffatori cinesi favoriti non hanno preso parte a questo incontro).
Daley ha anche vinto con un margine di 140 punti il titolo dei British Gas Elite Junior Diving Championships che si sono tenuti nella sua città natale dal 4 al 7 aprile, nell'ultimo anno utile per partecipare a causa dei limiti di età.
In maggio, Daley ha riconquistato il titolo di campione europeo dalla piattaforma quando ha vinto l'oro ai campionati di Eindhoven con un punteggio di 565,05 punti, 49,65 punti davanti a Victor Minibaev, vincitore dell'argento.
Ai British Gas Diving Championships che si sono tenuti Sheffield in giugno e valevoli come prove olimpiche, la coppia ha vinto l'oro nel sincronizzato con un nuovo record inglese di 475,77 punti con più di 140 punti in vantaggio rispetto al secondo Daniel Goodfellow. Nell'individuale, Daley ha riconquistato il titolo per la prima volta dal 2009 con un punteggio di 547,60 punti, davanti a Waterfield con 452,80 e James Denny con 390,20.
Ai diciannovesimi FINA World Junior Diving Championships che si sono tenuti in ottobre ad Adelaide in Australia, Daley ha guidato una forte squadra inglese che ha vinto, abbastanza inaspettatamente, la gara di tuffi sincronizzati dal trampolino 3 m assieme a Jack Laugher (quest'ultimo ha vinto precedentemente anche la gara individuale dai 3 m) sebbene la coppia si fosse allenata assieme per poco tempo. Daley e Laugher hanno ottenuto 338,85 punti, oltre 30 punti davanti a Ilia Kuzmin e Maxim Popkov. Nella piattaforma 10 m ha vinto l'oro con 663,95 punti, davanti a Yang Jian con 611,95 punti e Chen Aisen con 597,20 punti; nel suo quinto tuffo ha ottenuto cinque 10 e due 9,5 da parte della giuria.
Nei tuffi dalla piattaforma 10 m, Daley ha ottenuto il primo posto con un punteggio di 663,95 davanti a Yang Jian (611,95) e Chen Aisen (597,20), ottenendo cinque 10 e due 9,5 nel suo quinto tuffo.

#### Olimpiadi di Londra
In Gran Bretagna, Daley è stato a lungo considerato come uno dei testimonial delle Olimpiadi con sue gigantografie dislocate nel Paese (ad esempio, un manifesto di 80 piedi di altezza lo raffigurava presso i magazzini John Lewis a Cardiff).
Il primo lunedì (30 luglio) dei Giochi si sono svolte le finali del sincronizzato che si sperava portassero la prima medaglia del Team GB ma così non è stato in quanto la coppia, dopo essere stata in testa alla gara per tre tuffi, ha sbagliato il quarto (quadruplo salto mortale e mezzo rovesciato); questo li ha esclusi di fatto dalla gara per le prime posizioni sul podio (hanno chiuso quarti con 454,65 punti dietro alla coppia cinese con 486,78 punti, ai messicani con 468,90 e gli statunitensi con 463,46).
In seguito alla gara, a Daley sono stati diretti sul social network Twitter alcuni messaggi offensivi da parte di un diciassettenne di Weymouth, Dorset (arrestato dalla polizia) e di un calciatore professionista di 28 anni.
Il venerdì della stessa settimana (10 agosto), alla fase preliminare degli individuali, si è classificato quindicesimo su diciotto tuffatori che possono passare alla semifinale con un punteggio di 448,45 punti (il futuro vincitore della medaglia d'oro, David Boudia, si è piazzato diciottesimo).
La mattina successiva si è svolta la semifinale che ha visto Daley piazzarsi quarto con 521,10 punti dietro a Qiu Bo (563,55), Lin Yue (541,80) e David Boudia (531,15). La sera si è svolta finale che non è incominciata bene per Daley perché un gran numero di flash generati dalle fotocamere degli spettatori lo ha disorientato mentre eseguiva il suo primo tuffo, facendogli guadagnare solamente 75 punti; il tuffatore, appena uscito dall'acqua, ha segnalato subito all'allenatore e agli arbitri di essere stato disturbato e, d'accordo con il regolamento della FINA, gli è stato concesso di eseguire nuovamente il tuffo, che ha ricevuto un punteggio pari a 91,80 punti.
L'inizio dell'ultimo round della finale ha visto in vantaggio Daley su Qiu Bo e David Boudia di 0,15 punti ma il tuffo finale di Daley aveva un coefficiente di difficoltà pari a 3,3 contro un 3,6 dei suoi due avversari. David Boudia ha vinto l'oro con 568,65 punti, Qiu Bo l'argento con 566,85 punti e Daley il bronzo con 556,95 punti (anche se non avesse ripetuto il primo tuffo, si sarebbe comunque piazzato in terza posizione).

### 2013
Nel gennaio del 2013, Daley è stato coinvolto nel reality show televisivo Splash! nella figura di insegnante esperto di tuffi alle celebrità concorrenti. Lo spettacolo ha ottenuto una vasta critica negativa, tuttavia i risultati d'ascolto sono stati molto buoni in ognuno dei cinque sabati in cui è stato trasmesso e quindi è stato rinnovato per una seconda stagione del 2014.
Ai British Gas Diving Championships che si sono tenuti nella sua città natale dall'8 al 10 febbraio, Daley ha gareggiato solamente nella piattaforma individuale 10 m dove ha vinto l'oro con 501,00 punti, davanti a James Denny con 374,90 punti e Daniel Goodfellow con 340,25 punti. Egli non ha partecipato al sincronizzato in quanto il suo partner Peter Waterfield aveva perso la sponsorizzazione in seguito alle Olimpiadi di Londra e il nuovo partner non era stato ancora scelto.
Nel mese di aprile ha vinto la piattaforma 10 m nella tappa scozzese (a Edimburgo) dei Diving World Series. Mentre si allenava per partecipare al successivo evento dei World Series a Fort Lauderdale in Florida, Daley si infortuna a un gomito ed è costretto a ritirarsi per la gara di Fort Lauderdale e quella successiva che si sarebbe tenuta in Messico, sempre facente parte dei Diving World Series. Durante gli allenamenti per i campionati del mondo di Barcellona, Daley ha sofferto di uno strappo al bicipite per la terza volta e ha gareggiato sotto stretto controllo medico e facendo uso di antidolorifici, ottenendo un sesto posto nella gara individuale dalla piattaforma.

### 2014
All'inizio dell'anno, Daley si è trasferito per gli allenamenti dal Life Centre di Plymouth al London Aquatics Centre che si trova nel Parco Olimpico nella zona est della capitale britannica ed è stato seguito da una nuova allenatrice, Jane Figueiredo.
In gennaio ha partecipato alla seconda stagione dello spettacolo televisivo Splash! che è stato cancellato in seguito ai risultati di ascolto inferiori rispetto alla prima stagione. In questo anno Daley è stato anche il soggetto di una serie di sei puntate del programma Tom Daley Goes Global prodotto da ITV2.
Nelle World Series, Daley si è posizionato terzo nella piattaforma 10 m nell'evento che si è tenuto a Pechino, ottenendo un punteggio di 525,05 punti dietro ai cinesi Cao Yuan (579,45) e Qiu Bo (534,05).
Ai Giochi del Commonwealth Daley ha vinto la medaglia d'argento nei tuffi sincronizzati dalla piattaforma 10 m assieme a James Denny e l'oro nell'evento individuale (con 516,55 punti), mantenendo così il titolo di campione del Commonwealth ottenuto nei giochi di Delhi nel 2010.
Ai campionati europei che si sono tenuti in agosto a Berlino, la coppia Daley-Denny si è posizionata quarta nella gara dalla piattaforma alla loro seconda gara assieme mentre Daley ha vinto la medaglia d'argento nella gara individuale con 535,45 punti dietro al russo Viktor Minibaev con 586,10 punti.

### 2015
In questa stagione, Daley ha abbandonato il tuffo da lui più temuto, tanto da soprannominarlo "demon dive", con il quale ha "combattuto" per diversi anni: il doppio salto mortale e mezzo indietro con due avvitamenti e mezzo in posizione carpiata. Questo tuffo è stato sostituito con il triplo salto mortale e mezzo avanti con un avvitamento che ha soprannominato "firework" e lo ha portato in gara per la prima volta a febbraio ai campionati britannici che si sono tenuti a Plymouth. In questa competizione ha vinto il titolo individuale dalla piattaforma per la quinta volta (con 493,70 punti) davanti al quattordicenne Matthew Dixon (427,15) e Matty Lee (413,20).
Al primo evento dei World Series a Pechino, Daley non è riuscito a qualificarsi per la finale e ha ammesso che il nuovo tuffo necessitasse di lavoro aggiuntivo. Negli altri eventi che si sono svolti a Dubai, Windsor e Mérida, Daley ha guadagnato la medaglia d'argento nell'individuale dalla piattaforma 10 m mentre a Londra ha vinto l'oro. Per quanto riguarda la gara dei tuffi sincronizzati dal trampolino 3 m, Daley ha vinto il bronzo assieme alla compagna Alicia Blagg (gara mista) negli eventi che si sono tenuti a Windsor e Mérida.
Ai campionati del mondo che si sono tenuti a Kazan, Daley ha vinto la medaglia d'oro assieme a Rebecca Gallantree nell'evento inaugurale a squadre: Daley si è tuffato due volte dalla piattaforma 10 m e una volta dal trampolino 3 m mentre Gallantree si è tuffata una volta dalla piattaforma e due volte dal trampolino. Nella gara individuale dalla piattaforma ha vinto la medaglia di bronzo con 537,95 punti dietro a Qiu Bo con 587,00 punti e David Boudia con 560,20 punti, risalendo dalla nona posizione dopo la seconda serie di tuffi.

### 2016
A Daley è stato assegnato Daniel Goodfellow come compagno per i tuffi sincronizzati dalla piattaforma con l'obiettivo di gareggiare alle olimpiadi di Rio.
In gennaio si sono tenuti i campionati britannici dove Daley ha vinto l'oro nella piattaforma 10 m con 545,80 punti davanti a Matty Lee con 461,00 punti e Daniel Goodfellow con 419,35 punti. Nella gara dei tuffi sincronizzati dalla piattaforma, la coppia Daley-Goodfellow ha vinto ma erano gli unici partecipanti in quanto la coppia Lee-Denny si è ritirata in seguito a un'interruzione nella fornitura di corrente elettrica alla piscina sede dell'evento.
Alla coppa del mondo di tuffi, Daley e Goodfellow hanno vinto il bronzo che gli ha permesso di guadagnare un posto nella competizione dei tuffi sincronizzati dalla piattaforma ai giochi olimpici. Alle World Series, Daley ha ottenuto sei medaglie in quattro competizioni: nei tuffi sincronizzati, lui e Goodfellow hanno ottenuto due argenti e due bronzi mentre nella gara individuale ha ottenuto un argento e un bronzo.

#### Olimpiadi di Rio de Janeiro
La coppia Daley-Goodfellow ha vinto la medaglia di bronzo nella gara dalla piattaforma 10 m. Nella gara individuale, invece, Daley non è riuscito a qualificarsi alla finale, finendo diciottesimo nelle semifinali (vinte da Chen Aisen con 559,90 punti) nonostante si fosse classificato in prima posizione con 571,85 punti nei preliminari.
È allenato da Jane Figueiredo.

### 2017
Alle FINA World Series di Pechino, Daley ha ottenuto una medaglia di bronzo (piattaforma 10 m), mentre ha ottenuto tre medaglie di bronzo (piattaforma 10 m, piattaforma 10 m sincro e trampolino 3 m misto) a Kazan e una medaglia d'argento (piattaforma 10 m) a Guangzhou.
Dopo otto anni, il 22 luglio 2017 ai Mondiali di Budapest è diventato nuovamente campione del mondo di tuffi vincendo la medaglia d'oro dalla piattaforma 10 m con 590,95 punti (suo punteggio migliore) davanti al campione olimpico in carica Chen Aisen (585,25). Sempre a Budapest ha vinto la medaglia d'argento nel trampolino 3 m sincro misto assieme a Grace Reid (con 308,04 punti dietro ai cinesi con 323,70 punti e davanti ai canadesi con 297,72 punti).

### 2018
All'evento di apertura delle FINA World Series 2018 che si è tenuto a Pechino, la coppia Daley-Goodfellow ha vinto la medaglia di bronzo dalla piattaforma 10 m sincro mentre la coppia Daley-Reid ha vinto l'argento nel trampolino 3 m sincro misto (con un punteggio di 308,67 dietro alla coppia cinese Li Zheng e Han Wang con 331,50 punti). Durante gli allenamenti per la gara di Pechino, Daley ha sbagliato un'entrata in quanto ha perso le mani e ha impattato con la testa sull'acqua, subendo una commozione cerebrale che non gli ha permesso di allenarsi per sei giorni.
All'evento successivo delle FINA World Series a Fuji in Giappone, la coppia Daley-Reid ha vinto nuovamente l'argento nella stessa gara con 299,25 punti dietro ai cinesi che hanno ottenuto 328,50 punti.
Ai Giochi del Commonwealth che si sono tenuti a Gold Coast in Australia, Daley e Goodfellow hanno vinto l'oro dalla piattaforma 10 m sincro. Non ha potuto partecipare alla gara individuale per tentare di ottenere la terza medaglia d'oro consecutiva per evitare di mettere sotto sforzo l'anca che in precedenza gli ha dato problemi e alla quale è stato operato l'anno prima. Inoltre, la sua preparazione per questi Giochi è stata disturbata da un attacco di polmonite.
Alle FINA World Series di Montréal, la coppia Daley-Reid ha vinto per la terza volta di seguito l'argento nel trampolino 3 m sincro misto con un totale di 300,84 punti, dietro ai canadesi Jennifer Abel e Francois Imbeau-Dulac (325,20 punti) e davanti ai tedeschi Tina Punzel e Lou Massenberg (300,15 punti). Analogo risultato è stato ottenuto ai World Series di Kazan, dove la coppia ha vinto la medaglia d'argento con 317,70 punti dietro ai canadesi (324,96 punti) e davanti ai tedeschi (306,00 punti).

### 2019
Le cinque tappe dell'evento World Series del 2019 si sono rivelate le più fruttuose di sempre per Daley che è salito sul podio ben 12 volte (3 ori, 3 argenti e 6 bronzi).
Da quest'anno gareggia con Matty Lee nella gara sincronizzata dalla piattaforma, mentre l'ex partner Daniel Goodfellow si dedica alla gara sincronizzata dal trampolino con Jack Laugher.
Durante il mondiale di nuoto tenutosi a Gwangju (Corea del Sud), la coppia Daley-Lee si classifica terza nella gara sincronizzata dalla piattaforma, facendo così guadagnare un posto alle Olimpiadi di Tokyo 2020 nella suddetta specialità al team di tuffi britannico. Daley in seguito riesce a classificarsi nei primi dodici atleti nella specialità individuale (nello specifico al settimo posto) permettendo anche in questo caso la qualificazione del proprio team alle Olimpiadi. Daley e Reid si classificano poi quarti nella gara mista da trampolino; questo piazzamento permetterà loro di gareggiare nelle tappe del 2020 delle World Series (così come il terzo piazzamento con Lee e il settimo nell'individuale).

### 2021
Dopo un anno di stop causato dalla pandemia di COVID-19, nel 2021 Daley gareggia nella Coppa del Mondo di tuffi a Tokyo vincendo il suo primo oro in questa competizione sia nella gara individuale, sia in quella sincronizzata in coppia con Matty Lee. Successivamente ai campionati europei che si tengono a Budapest, Daley vince la gara sincronizzata con Lee e si classifica secondo nella gara individuale.

#### Olimpiadi di Tokyo
Il 26 luglio 2021 Daley prende parte ai Giochi olimpici di Tokyo, sua quarta olimpiade, vincendo l'oro assieme a Matty Lee nella gara dalla piattaforma sincro e guadagnando così il suo primo titolo di campione olimpico con 471,81 punti, davanti alla coppia cinese composta da Cao Yuan e Chen Aisen che ottengono 470,58 punti. Il successivo 6 agosto, nella gara individuale vince la medaglia di bronzo con 548,25 punti dietro agli atleti cinesi Cao Yuan (582,35) e Yang Jian (580,40), dopo essersi piazzato al quarto posto sia nella gara preliminare che nella semifinale.

### 2024
Il 26 luglio 2024 prende parte ai Giochi olimpici di Parigi sua quinta olimpiade, come portabandiera insieme a Helen Glover (canottaggio).
Vince un argento nella gara dalla piattaforma 10 metri sincro assieme a Noah Williams totalizzando 463.44 punti e venendo battuti dai cinesi Yang Hao e Lian Junjie che ottennero 490.35 punti. Finita l'olimpiade, il 12 agosto 2024, Daley annuncia il suo ritiro dalla carriera agonistica.

## Palmarès
- Giochi olimpici

Londra 2012: bronzo nella piattaforma 10 m.
Rio de Janeiro 2016: bronzo nel sincro 10 m.
Tokyo 2020: oro nel sincro 10 m, bronzo nella piattaforma 10 m.
Parigi 2024: argento nel sincro 10 m.
- Mondiali

Roma 2009: oro nella piattaforma 10 m.
Kazan 2015: oro nel team event e bronzo nella piattaforma 10 m.
Budapest 2017: oro nella piattaforma 10 m e argento nel sincro 3 m misti.
Gwangju 2019: bronzo nel sincro 10 m.
Doha 2024: oro nella squadra mista, argento nel sincro 10 m.
- Europei di nuoto/tuffi

Eindhoven 2008: oro nella piattaforma 10 m.
Eindhoven 2012: oro nella piattaforma 10 m.
Berlino 2014: argento nella piattaforma 10 m.
Londra 2016: oro nella piattaforma 10 m e nel sincro 3 m e argento nel sincro 10 m.
Budapest 2020: oro nel sincro 10 m e argento nella piattaforma 10 m.
- Giochi del Commonwealth

Delhi 2010: oro nella piattaforma 10 m e nel sincro 10 m.
Glasgow 2014: oro nella piattaforma 10 m e argento nel sincro 10 m.
Gold Coast 2018: oro nella piattaforma 10 m sincro.

### Coppa del Mondo
- Vincitore della Coppa del Mondo della piattaforma 10 m nel 2021
- Vincitore della Coppa del Mondo del sincro 10 m nel 2021

## Competizioni
| Competition                                                         | 2005 | 2006 | 2007 | 2008 | 2009 | 2010 | 2011 | 2012 | 2013 | 2014 | 2015 | 2016 | 2017 | 2018 | 2019 | 2021 | 2024 |
| ------------------------------------------------------------------- | ---- | ---- | ---- | ---- | ---- | ---- | ---- | ---- | ---- | ---- | ---- | ---- | ---- | ---- | ---- | ---- | ---- |
| Giochi olimpici, 10 m                                               |      |      |      | 7º   |      |      |      | 3º   |      |      |      |      |      |      |      | 3º   |      |
| Giochi olimpici, 10 m (sincro)                                      |      |      |      | 8º†  |      |      |      | 4º@  |      |      |      | 3º=  |      |      |      | 1º+  | 2º#  |
| Giochi olimpici giovanili, 3 m                                      |      |      |      |      |      | 9º   |      |      |      |      |      |      |      |      |      |      |      |
| FINA World Championships, 10 m                                      |      |      |      |      | 1º   |      | 5º   |      | 6º   |      | 3º   |      | 1º   |      | 7º   |      |      |
| FINA World Championships, 10 m (sincro)                             |      |      |      |      | 9º§  |      | 6º@  |      |      |      |      |      | 4º=  |      | 3º+  |      |      |
| FINA World Championships, 3 m (sincro misto)                        |      |      |      |      |      |      |      |      |      |      |      |      | 2º!  |      | 4º!  |      |      |
| FINA World Championships, gara a squadre                            |      |      |      |      |      |      |      |      |      |      | 1º&  |      |      |      |      |      |      |
| FINA Junior Diving World Championships, 3 m sincro ("A")            |      |      |      |      |      |      |      | 1º?  |      |      |      |      |      |      |      |      |      |
| FINA Junior Diving World Championships, 3 m ("B")                   |      |      |      | 2º   |      |      |      |      |      |      |      |      |      |      |      |      |      |
| FINA Junior Diving World Championships, 10 m                        |      |      |      | 2º   |      |      |      | 1º   |      |      |      |      |      |      |      |      |      |
| LEN European Aquatics Championships, 10 m                           |      |      |      | 1º   |      |      |      | 1º   |      | 2º   |      | 1º   |      |      |      |      |      |
| LEN European Aquatics Championships, 10 m (sincro)                  |      |      |      | 6º†  |      |      |      |      |      | 4º%  |      | 2º=  |      |      |      |      |      |
| Giochi del Commonwealth, 10 m                                       |      |      |      |      |      | 1º   |      |      |      | 1º   |      |      |      |      |      |      |      |
| Giochi del Commonwealth, 10 m (sincro)                              |      |      |      |      |      | 1º§  |      |      |      | 2º%  |      |      | 1º=  | 1º=  |      |      |      |
| British Championships, 10 m                                         |      | 3º   | 2º   | 1º   | 1º   | 2º   | 2º   | 1º   | 1º   |      | 1º   | 1º   |      |      |      |      |      |
| British Championships, 10 m (sincro)                                |      |      |      | 1º†  |      |      | 1º@  | 1º@  |      |      |      | 1º=  |      |      |      |      |      |
| British Championships, 10 m (Junior)                                | 1º   | 1º   | 1º   |      |      |      |      | 1º   |      |      |      |      |      |      |      |      |      |
| British Championships, 3 m                                          |      |      |      |      |      |      | 2º   |      |      |      |      |      |      |      |      |      |      |
| British Championships, 3 m (Junior)                                 |      | 4º   |      |      |      |      |      |      |      |      |      |      |      |      |      |      |      |
| British Championships, 1 m                                          |      | 17º  |      |      |      |      |      |      |      |      |      |      |      |      |      |      |      |
| FINA Diving World Series, Dubai, 10 m                               |      |      |      |      |      |      |      | 2º   |      | 4º   | 2º   | 7º   |      |      |      |      |      |
| FINA Diving World Series, Dubai, 10 m (sincro)                      |      |      |      |      |      |      |      | 4º@  |      |      |      | 2º=  |      |      |      |      |      |
| FINA Diving World Series, Doha, 10 m                                |      |      |      |      | 6º   |      |      |      |      |      |      |      |      |      |      |      |      |
| FINA Diving World Series, Changzhou, 10 m                           |      |      |      |      | 3º   |      |      |      |      |      |      |      |      |      |      |      |      |
| FINA Diving World Series, Nanjing, 10 m                             |      |      |      | 4º   |      |      |      |      |      |      |      |      |      |      |      |      |      |
| FINA Diving World Series, Qingdao, 10 m                             |      |      |      |      |      | 4º   |      |      |      |      |      |      |      |      |      |      |      |
| FINA Diving World Series, Pechino, 10 m                             |      |      |      |      |      |      | 3º@  | 2º   |      | 3º   |      | 4º   |      |      |      |      |      |
| FINA Diving World Series, Pechino, 10 m (sincro)                    |      |      |      |      |      |      |      | 2º@  |      |      |      | 3º=  |      | 3º=  |      |      |      |
| FINA Diving World Series, Pechino, 3 m (squadra mista)              |      |      |      |      |      |      |      |      |      |      |      |      |      | 2º!  | 3º!  |      |      |
| FINA Diving World Series, Mosca, 10 m                               |      |      |      |      |      |      | 5º   | 2º   |      |      |      |      |      |      |      |      |      |
| FINA Diving World Series, Mosca, 10 m (sincro)                      |      |      |      |      |      |      |      | 5º@  |      |      |      |      |      |      |      |      |      |
| FINA Diving World Series, Kazan, 10 m                               |      |      |      |      |      |      |      |      |      |      |      | 2º   |      |      | 3º   |      |      |
| FINA Diving World Series, Kazan, 10 m (sincro)                      |      |      |      |      |      |      |      |      |      |      |      | 3º=  |      |      | 3º+  |      |      |
| FINA Diving World Series, Kazan, 3 m (squadra mista)                |      |      |      |      |      |      |      |      |      |      |      |      |      | 2º!  | 3º!  |      |      |
| FINA Diving World Series, Tijuana, 10 m                             |      |      |      | 5º   |      |      |      | 1º   |      |      |      |      |      |      |      |      |      |
| FINA Diving World Series, Tijuana, 10 m (sincro)                    |      |      |      | 5º†  |      |      |      | 3º@  |      |      |      |      |      |      |      |      |      |
| FINA Diving World Series, Veracruz, 10 m                            |      |      |      |      |      | 4º   |      |      |      |      |      |      |      |      |      |      |      |
| FINA Diving World Series, Guanajuato, 10 m                          |      |      |      |      |      |      | 2º   |      |      |      |      |      |      |      |      |      |      |
| FINA Diving World Series, Guanajuato, 10 m (sincro)                 |      |      |      |      |      |      | 4º@  |      |      |      |      |      |      |      |      |      |      |
| FINA Diving World Series, Mérida, 10 m                              |      |      |      |      |      |      |      |      |      |      | 2º   |      |      |      |      |      |      |
| FINA Diving World Series, Mérida, 3 m (squadra mista)               |      |      |      |      |      |      |      |      |      |      | 3º*  |      |      |      |      |      |      |
| FINA Diving World Series, Londra 10 m                               |      |      |      |      |      |      |      |      |      | 5º   | 1º   |      |      |      | 3º   |      |      |
| FINA Diving World Series, Londra 10 m (sincro)                      |      |      |      |      |      |      |      |      |      |      |      |      |      |      | 1º+  |      |      |
| FINA Diving World Series, Londra 3 m (squadra mista)                |      |      |      |      |      |      |      |      |      |      |      |      |      |      | 1º!  |      |      |
| FINA Diving World Series, Edimburgo, 10 m                           |      |      |      |      |      |      |      |      | 1º   |      |      |      |      |      |      |      |      |
| FINA Diving World Series, Sheffield, 10 m                           |      |      | 4º   | 2º   | 2º   |      | 4º   |      |      |      |      |      |      |      |      |      |      |
| FINA Diving World Series, Sheffield, 10 m (sincro)                  |      |      | 5º†  | 1º†  | 5º§  |      | 1º@  |      |      |      |      |      |      |      |      |      |      |
| FINA Diving World Series, Windsor, Canada 10 m                      |      |      |      |      |      |      |      |      |      |      | 2º   | 3º   |      |      |      |      |      |
| FINA Diving World Series, Windsor, Canada 3 m (squadra mista)       |      |      |      |      |      |      |      |      |      |      | 3º*  | 2º=  |      |      |      |      |      |
| FINA Diving World Series, Montréal, Canada 10 m                     |      |      |      |      |      |      |      |      |      |      |      |      |      |      | 1º   |      |      |
| FINA Diving World Series, Montréal, Canada 10 m (sincro)            |      |      |      |      |      |      |      |      |      |      |      |      |      |      | 2º+  |      |      |
| FINA Diving World Series, Montréal, Canada 3 m (squadra mista)      |      |      |      |      |      |      |      |      |      |      |      |      |      | 2º!  | 2º!  |      |      |
| FINA Diving World Series, Sagamihara, Giappone, 10 m                |      |      |      |      |      |      |      |      |      |      |      |      |      |      | 2º   |      |      |
| FINA Diving World Series, Sagamihara, Giappone, 3 m (squadra mista) |      |      |      |      |      |      |      |      |      |      |      |      |      |      | 3º!  |      |      |
| FINA Diving World Series, Fuji, Giappone, 3 m (squadra mista)       |      |      |      |      |      |      |      |      |      |      |      |      |      | 2º!  |      |      |      |
| FINA Diving Grand Prix, Fort Lauderdale, 10 m                       |      |      |      |      | 1º   |      |      |      |      |      |      |      |      |      |      |      |      |
| FINA Diving Grand Prix, Fort Lauderdale, 10 m (sincro)              |      |      |      |      | 2º§  |      |      |      |      |      |      |      |      |      |      |      |      |
| FINA Diving Grand Prix, Madrid, 10 m                                |      |      | 4º   |      |      |      |      |      |      |      |      |      |      |      |      |      |      |
| FINA Diving Grand Prix, Canada, 10 m                                |      |      | 10º  |      |      |      |      |      |      |      |      |      |      |      |      |      |      |
| ASA National Championships, 10 m                                    |      |      | 1º   |      |      |      |      |      |      |      |      |      |      |      |      |      |      |
| ASA National Championships, 10 m (sincro)                           |      |      | 1º   |      |      |      |      |      |      |      |      |      |      |      |      |      |      |
| ASA National Championships, 10 m (Junior)                           |      | 2º   | 1º   |      |      |      |      |      |      |      |      |      |      |      |      |      |      |
| ASA National Championships, 3 m (Junior)                            | 1º   | 1º   | 1º   |      |      |      |      |      |      |      |      |      |      |      |      |      |      |
| ASA National Championships, 3 m                                     |      |      | 2º   |      |      |      | 5º   |      |      |      |      |      |      |      |      |      |      |
| ASA Elite Junior National Championships, 1 m                        |      | 1º   |      |      |      |      |      |      |      |      |      |      |      |      |      |      |      |
| ASA Elite Junior National Championships, 3 m                        |      | 1º   |      |      |      |      |      |      |      |      |      |      |      |      |      |      |      |
| ASA Elite Junior National Championships, 10 m                       |      | 1º   |      |      |      |      |      |      |      |      |      |      |      |      |      |      |      |
| CAMO Invitational Meet, 10 m                                        |      |      | 6º   |      |      |      |      |      |      |      |      |      |      |      |      |      |      |
| CAMO Invitational Meet, 10 m (sincro)                               |      |      | 1º†  |      |      |      |      |      |      |      |      |      |      |      |      |      |      |
| Australian Junior Elite Diving Championships, 10 m                  | 1º   |      |      |      |      |      |      |      |      |      |      |      |      |      |      |      |      |
| Australian Junior Elite Diving Championships, 3 m                   | 2º   |      |      |      |      |      |      |      |      |      |      |      |      |      |      |      |      |
| Aachen Junior International, 10 m                                   | 2º   |      |      |      |      |      |      |      |      |      |      |      |      |      |      |      |      |
| Aachen Junior International, 3 m                                    | 3º   |      |      |      |      |      |      |      |      |      |      |      |      |      |      |      |      |

† con Blake Aldridge

§ con Max Brick

@ con Peter Waterfield

? con Jack Laugher

% con James Denny

& con Rebecca Gallantree

* con Alicia Blagg

= con Daniel Goodfellow

! con Grace Reid

+ con Matthew Lee 

# con Noah Williams

## Riconoscimenti
- LEN Award: 2009, 2015, 2017, 2021, 2024
- Atleta dell'anno FINA: 2017

## Opere
- My Story, Michael Joseph, 2012, ISBN 978-0718158071.
- The Curious Tale of Fi-Rex, Fat Fox Books, 2015. ISBN 978-1910884003.
- Tom's Daily Plan: Over 80 Fuss-Free Recipes for a Happier, Healthier You. All Day, Every Day, HQ, 2016. ISBN 978-0008212292.
- Tom’s Daily Goals: Never Feel Hungry or Tired Again, HQ, 2018. ISBN 978-0008281373.
- Coming Up for Air: What I Learned from Sport, Fame and Fatherhood, HQ, 2021. ISBN 978-0008217914.

## Filmografia

### Attore

#### Cinema
- Beneath360, regia di Amanda Bluglass - cortometraggio (2013)
- Bulk Powders - cortometraggio (2019)

#### Televisione
- Sharknado 5: Global Swarming, regia di Anthony C. Ferrante – film TV (2017)